# Daniel J. Schreiber
Daniel J. Schreiber (* 11. August 1965 in Hilden) ist ein deutscher Kunsthistoriker. Von 2013 bis 2023 war er Direktor des Museum der Phantasie (Buchheim-Museum) in Bernried am Starnberger See. Seit 2024 ist er Leiter der Museen der Stadt Landshut.
Schreiber studierte Philosophie, Ethnologie sowie deutsche und vergleichende Volkskunde an der Ludwig-Maximilians-Universität München. Danach schloss er sein Magisterstudium an der Universität Hamburg in den beiden Hauptfächern Philosophie und Kunstgeschichte sowie in dem Nebenfach Ethnologie ab.
Die berufliche Laufbahn führte Daniel J. Schreiber zunächst vom Museum für Kunst und Gewerbe Hamburg (1998–2001) über die Kunstsammlungen Böttcherstraße in Bremen (2002–2006) zum Museum Frieder Burda nach Baden-Baden (2006–2007). In den Jahren 2007–2009 arbeitete er im Arp Museum Rolandseck, bevor er 2009 das Amt des geschäftsführenden Kurators der Kunsthalle Tübingen übernahm. Im August 2013 wurde er Direktor des nach Lothar-Günther Buchheim benannten Museum der Phantasie in Bernried. Im August 2023 kündigte ihm die Museumsstiftung. Die Kündigungen wurden jedoch durch das Urteil des Arbeitsgerichts München / Kammer Weilheim vom 25. September 2024 für ungültig erklärt.
Im Februar 2024 übernahm er das Amt des Leiters der Museen der Stadt Landshut.